# 斎藤源八
斎藤 源八（さいとう げんぱち、1888年12月26日 - 1970年5月6日）は戦前の日本ホーリネス教会（戦後の日本ホーリネス教団）の牧師である。

## 生涯

### 初期・長野時代
1888年(明治21年)に長野県小県郡西内村（現上田市）に生まれる。1906年(明治39年)に日本聖公会上田教会に出席し、同教会で1907年(明治40年)に聖公会の洗礼を受ける。

### 日本ホーリネス教会時代
1909年(明治42年)に上京し単立教会・本郷浅嘉町教会に出席する。そこで、初めて救いの確信を得る。その後、牧師になるため直接献身する。聖書学院に入学し、神学を学ぶ。
1916年(大正5年)に聖書学院を卒業し仙台福音伝道館の牧師に任命される。
その後、兵庫県武庫郡住吉村で開拓伝道をする。1919年(大正8年)5月に按手礼を受け正式に日本ホーリネス教会の牧師になる。
1927年(昭和2年)に神戸市林田区蓮宮通の教会の牧師に転任する。

### きよめ教会時代
1933年(昭和8年)のホーリネス教会分裂事件後に、中田重治派のきよめ教会に属し、1938年6月には中田の健康悪化のため、中田終身監督の監督業務の代行のために、きよめ教会では代行委員が設置された。斎藤は、中田あやめ、斎藤保太郎、田中敬止、森五郎らと共にきよめ教会の代行委員に選出された。
1941年(昭和16年)6月の日本基督教団成立時には、日本基督教団第9部の会長になる。
1942年(昭和17年)6月のホーリネス弾圧事件で検挙される。1943年(昭和18年)4月に巣鴨拘置所に移される。1944年(昭和19年)4月に保釈される。
1944年6月に求刑を受けるが、上告する。1945年8月の太平洋戦争の終戦で裁判は消滅する。

### 日本ホーリネス教団時代
1949年(昭和24年)に創立された日本ホーリネス教団に加入する。また福音十字軍の隊長として、青森から九州まで天幕伝道に従事する。神奈川県藤沢市辻堂でも開拓伝道に従事した。
1956年(昭和31年)には日本ホーリネス教団神戸教会を創立する。